# Sân bay Sultan Mahmud
Sân bay Sultan Mahmud (IATA: TGG, ICAO: WMKN) là một sân bay phục vụ thành phố Kuala Terengganu ở bang Terengganu của Malaysia. Sân bay này nằm cách thành phố 15 km. Năm 2005, sân bay này phục vụ 419.475 lượt khách với 4.623 lượt chuyến.

## Các hãng hàng không và các tuyến điểm
Các hãng sau hiện đang hoạt động tại sân bay Sultan Mahmud:
- AirAsia (Kuala Lumpur)[4]
- Malaysia Airlines (Kuala Lumpur)[4]
  - Firefly (Kuala Lumpur-Subang, Penang)